# Gmina Zlatar-Bistrica
Gmina Zlatar-Bistrica (chorw. Općina Zlatar-Bistrica) – gmina w Chorwacji, w żupanii krapińsko-zagorskiej. W 2011 roku liczyła 2600 mieszkańców.